# Horley
Horley este un oraș în comitatul Surrey, regiunea South East England, Anglia. Orașul se află în districtul Reigate and Banstead în sudul imediat al Londrei, capitala Regatului Unit. 
Sediul central al companiei aeriene Norwegian Air UK este situat în oraș.